# Primera División Uruguaya 1903
Il campionato Primera División Uruguaya 1903 fu il quarto torneo di Primera División nella storia del calcio uruguaiano. Il torneo fu disputato in un campionato composto da sette squadre che si incontrarono in un'andata e un ritorno e consacrò campione per la seconda stagione consecutiva il National il quale terminò la stagione a pari punti in classifica con il CURCC ma che sconfisse poi in una gara di spareggio. Questa fu la seconda conquista del titolo da parte del National.
Rispetto all'edizione precedente il torneo contò con l'incorporazione del Montevideo Wanderers, e non presentò retrocessioni.

## Classifica finale
|                    | Pos. | Squadra                 | Pt | G  | V  | N | P | GF | GS | DR  |
| ------------------ | ---- | ----------------------- | -- | -- | -- | - | - | -- | -- | --- |
| Uruguay (bandiera) | 1º   | CURCC                   | 22 | 12 | 10 | 2 | 0 | 52 | 3  | 49  |
|                    | 1º   | Nacional                | 22 | 12 | 10 | 2 | 0 | 24 | 1  | 23  |
|                    | 3º   | Deutscher Fussball Klub | 10 | 12 | 4  | 2 | 6 | 18 | 17 | 1   |
|                    | 4º   | Montevideo Wanderers    | 9  | 11 | 4  | 1 | 6 | 20 | 24 | -4  |
|                    | 5º   | Albion                  | 7  | 12 | 2  | 3 | 7 | 14 | 37 | -23 |
|                    | 6º   | Triunfo                 | 7  | 11 | 2  | 3 | 6 | 9  | 33 | -24 |
|                    | 7º   | Uruguay Athletic        | 5  | 12 | 2  | 1 | 9 | 6  | 28 | -22 |

G = Partite giocate; V = Vittorie; N = Nulle/Pareggi; P = Perse; GF = Goal fatti; GS = Goal subiti; 

## Spareggio per il titolo
| Montevideo 28 agosto 1904 | Nacional   | 3 – 2 referto                                                                                                | CURCC | Paso Molino (6.000 spett.) |
| \| \| \| \| \| B. Céspedes , C. Céspedes \| Marcatori \| Camacho Mañana \| \| A. Céspedes P Carve Urioste D Boutón Reyes D Pigni C Arímalo C Mongay C B. Céspedes A Cuadra A C. Céspedes A Cordero A De Castro A \| Formazioni \| P Villalba D Camacho D Davies C Mazzucco C Arteaga C Matheson A Pena A Mañana A Camacho A Acebedo A Barruffa \| \| Nebel \| Allenatori \| ? \| |            | |       |                            |
| |            | |       |                            |
| B. Céspedes , C. Céspedes | Marcatori  | Camacho Mañana                                                                                               |       |                            |
| A. Céspedes P Carve Urioste D Boutón Reyes D Pigni C Arímalo C Mongay C B. Céspedes A Cuadra A C. Céspedes A Cordero A De Castro A | Formazioni | P Villalba D Camacho D Davies C Mazzucco C Arteaga C Matheson A Pena A Mañana A Camacho A Acebedo A Barruffa |       |                            |
| Nebel | Allenatori | ? |       |                            |

## Classifica marcatori
| Gol |  |  | Giocatore | Squadra |
| --- |  |  | --------- | ------- |
| 16  |  |  | Juan Pena | CURCC   |